# Brdárka
Brdárka é um município da Eslováquia, situado no distrito de Rožňava, na região de Košice. Tem 6,13 km² de área e sua população em 2018 foi estimada em 63 habitantes.

## Demografia
| Ano:        | 1994 | 2004   | 2014   | 2024   |
| ----------- | ---- | ------ | ------ | ------ |
| Broj ljudi: | 62   | 60     | 62     | 61     |
| Razlika:    |      | -3,22% | +3,33% | -1,61% |

| Ano:               | 2023 | 2024   |
| ------------------ | ---- | ------ |
| Número de pessoas: | 60   | 61     |
| Diferença:         |      | +1,66% |